# Ченстохово-Краковская операция
Ченстохово-Краковская операция — наступательная операция войск правого крыла Юго-Западного фронта (главнокомандующий генерал от инфантерии Н. И. Иванов) в южной Польше, проведённая 1—11 (14—24) ноября 1914 года во время 1-й мировой войны. 
Замысел операции состоял в том, чтобы силами 4-й (генерал А. Е. Эверт) и 9-й русских армий (генерал П. А. Лечицкий) (девять армейских корпусов) прорвать оборону австро-германских войск (4-я и 1-я австро-венгерские армии и германская армейская группа генерала Р. Войрша — всего восемь армейских корпусов), отошедших после Варшавско-Ивангородской операции на  рубеж Ченстохова, Краков, и, разгромив их, наступать совместно с армиями левого крыла Северо-Западного фронта в глубь Германии. 
Севернее 4-й армии в направлении на Калиш наступала 5-я армия Северо-Западного фронта, южнее 9-й армии — 3-я армия Юго-Западного фронта, имевшая задачу обеспечить операцию с юга. Австрийское командование также планировало наступление — охватом русских армий с флангов, при одновременном прорыве в центре (на стыке армий), окружить и разгромить их, содействуя таким образом германским войскам в наступлении на Лодзь.  
Реализация наступательных планов сторон при отсутствии превосходства в силах привела к тяжёлым встречным боям и сражениям. В первые 4 дня инициативу удерживали русские армии. Они не только отразили фронтальный и фланговые удары германо-австрийских войск, но и продвинулись на ченстоховском направлении на 30— 35 км, а на краковском (усилив 9-ю армию одним корпусом 3-й армии) — до 50 км. 
В последующие дни, когда столкнулись главные силы сторон, продвижение 4-й и 9-й армий замедлилось. 11 (24) ноября, из-за отхода 5-й армии Северо-Западного фронта к Лодзи и сильного отставания (на 4—5 переходов) 3-й армии, наступление армий правого крыла Юго-Западного фронта было приостановлено. 
В итоге операции российское командование не достигло цели. 4-я и 9-я армии остановились в 20—40 км от Ченстоховы и Кракова, однако они не только сорвали план австрийского командования, но и обеспечили 
действия армий левого крыла Северо-Западного фронта на лодзинском направлении. Ченстохово-Краковская операция была последней операцией русских армий в кампании 1914 года, характеризовавшейся высокоманевренными действиями войск и обилием встречных боёв и сражений. 
Обе стороны понесли серьезные потери, которые достигали 90 – 100 тысяч человек у русских (причем противник заявил примерно о 30 тысячах пленных) и 130 тысяч человек у австрийцев и немцев (в том числе потеряно пленными до 40 тысяч).